# 罗歇·瓦扬
罗歇·瓦扬（Roger Vailland）（1907年10月16日—1965年5月12日）在Acy-en-Multien出生，是一名法国小说家，小品文作者，剧作家和记者。
曾于1945年获得行際盟友獎（Prix Interallié），于1957年获得法国龚古尔文学奖（Prix Goncourt）。

## 作品

### 小說
- 荒唐的游戏（Drôle de jeu），获行际盟友奖, Éditions Corrêa，巴黎，1945年
- 致命一击（Les Mauvais coups）， Éditions Sagittaire，1948年
- 健步慧眼（Bon pied, bon œil），Éditions Corrêa, 巴黎，1950年
- 单身青年（Un Jeune homme seul），Éditions Corrêa, 巴黎，1951年，于2004年在Grasset-Fasquelle重新编辑出版
- 漂亮的面具 （Beau masque），Éditions Gallimard，Paris，1954年
- 325 000 法郎（325 000 francs），Éditions Corrêa，巴黎，1955年，于2003年在Buchet-Chastel重新编译出版
- 律令（La Loi），获龚古尔文学奖（1957年），Éditions Gallimard，巴黎
- 节日（La Fête），Éditions Gallimard，巴黎，1960年
- 鳟鱼（La Truite），Éditions Gallimard，巴黎，1964年

### 電影
- Les Frères Bouquinquant （1948年）

## 外部連結
- 罗歇·瓦扬官方網站 （页面存档备份，存于）（法文）